# Le Tour du monde en quatre-vingts jours (film, 2021)
Pour les articles homonymes, voir Le Tour du monde en quatre-vingts jours (homonymie).
Pour plus de détails, voir Fiche technique et Distribution.
Le Tour du monde en quatre-vingt jours est un film d'animation français réalisé par Samuel Tourneux et sorti en 2021.

## Fiche technique
- Titre original : Around the World
- Réalisation : Samuel Tourneux
- Scénario : Gerry Swallow et David Michel, d'après l'œuvre de Jules Verne
- Photographie : Aziz Zhambakiev
- Montage : Nursultan Nuskabekov
- Décors :
- Musique : Norbert Gilbert
- Producteur : David Michel, Zoé Carrera Allaix et Cécile Lauritano Vergara
- Studios CGI : Circus, Mac Guff Belgium et Mac Guff Ligne
- Société de production : Cottonwood Media, Studiocanal, Umedia et uFund, en association avec 6 SOFICA
- Société de distribution : Studiocanal
- Pays d'origine :  France
- Langue originale : anglais
- Format : couleur - 2,35:1
- Genre : Animation
- Durée : 82 minutes
- Dates de sortie :
  - France :
  - 16 juin 2021 (Annecy)
  - 4 août 2021 (en salles)

## Distribution
- Damien Ferrette : Phileas
- Julien Crampon : Passepartout
- Kaycie Chase : Aouda
- Serge Biavan : le chef Scorpion
- Céline Ronté : Fix
- Véronique Augereau : Mom
- Emmanuel Garijo : Herman
- Gabriel Le Doze : Juan Frog

## Box office
| Pays ou région      | Box-office                      |
| ------------------- | ------------------------------- |
| France              | 280 866 entrées                 |
| Allemagne           | 328 585 entrées                 |
| Russie              | 231 515 entrées                 |
| Italie              | 104 412 entrées                 |
| Espagne             | 88 687 entrées                  |
| Royaume-Uni Irlande | 70 286 entrées                  |
| Ukraine             | 64 000 entrées                  |
| Croatie             | 49 063 entrées                  |
| Hongrie             | 48 626 entrées                  |
| Suisse              | 46 291 entrées                  |
| Portugal            | 42 815 entrées                  |
| Serbie              | 35 720 entrées                  |
| Suède               | 33 415 entrées                  |
| Pologne             | 31 292 entrées                  |
| Turquie             | 28 908 entrées                  |
| Viêt Nam            | 71 931 entrées                  |
| Total hors France   | 1 774 388 entrées - 9 790 290 € |
| Total Monde         | 2 053 678 entrées               |